# آگوس د لیندویا
آگوس د لیندویا (به پرتغالی: Águas de Lindóia) یک منطقهٔ مسکونی در برزیل است که در ایالت سائو پائولو واقع شده‌است. آگوس د لیندویا ۶۰٫۱ کیلومتر مربع مساحت و ۱۸٬۳۱۳ نفر جمعیت دارد.